# World Gymnaestrada 2007

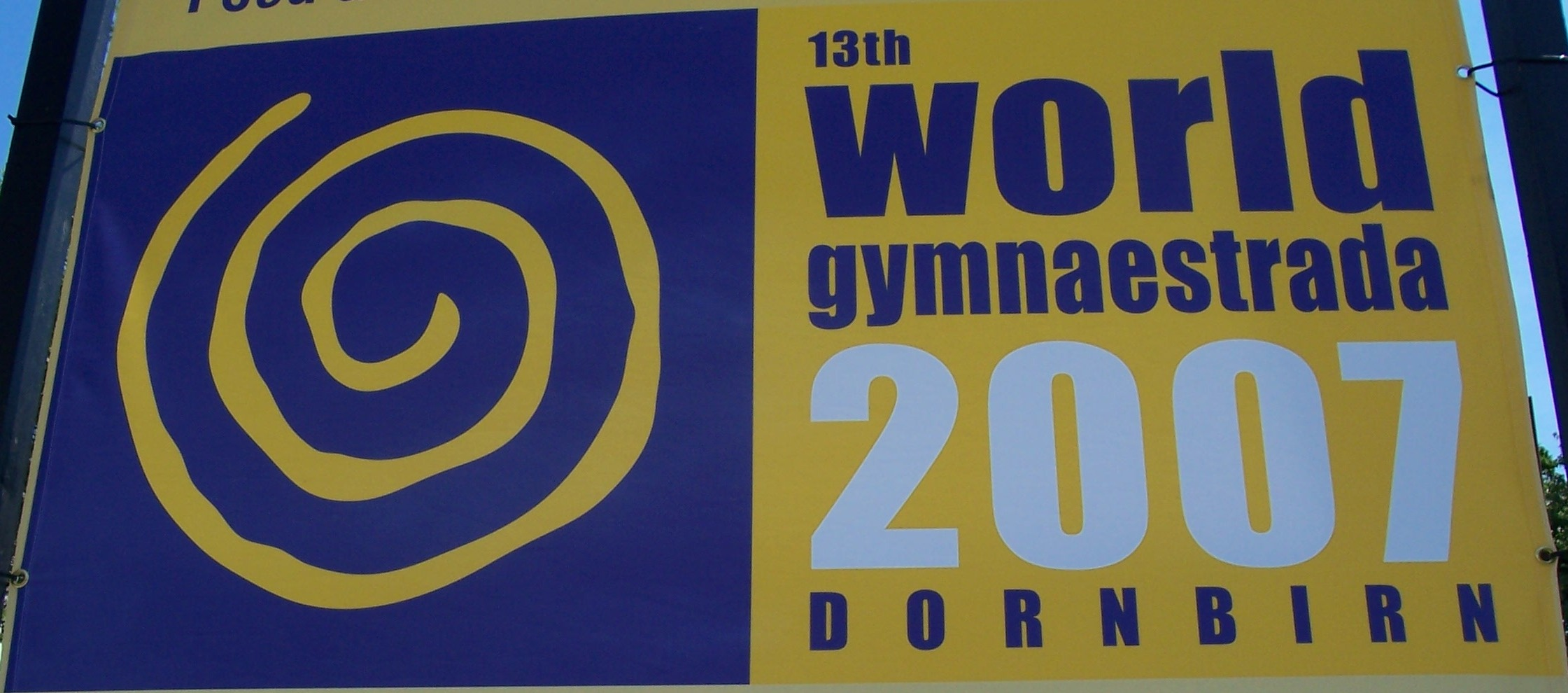
World Gymnaestrada 2007

La Gymnaestrada Mundial 2007 (oficialmente: 13th World Gymnaestrada 2007 Dornbirn) tuvo lugar del 8 al 14 de julio de 2007 en Dornbirn, Vorarlberg en Austria. Más de 22.000 atletas activos y sus acompañantes de 53 países participaron en este evento deportivo mundial. El evento se caracterizó por la intensa simpatía de la población y los aproximadamente 8.000 voluntarios. 22.000 atletas y entrenadores de 56 países participaron en la ceremonia de apertura. Las ceremonias de apertura y clausura con un espectáculo de gimnasia en el Estadio Birkenwiese contaron con 30.000 espectadores cada una.

## Lugares

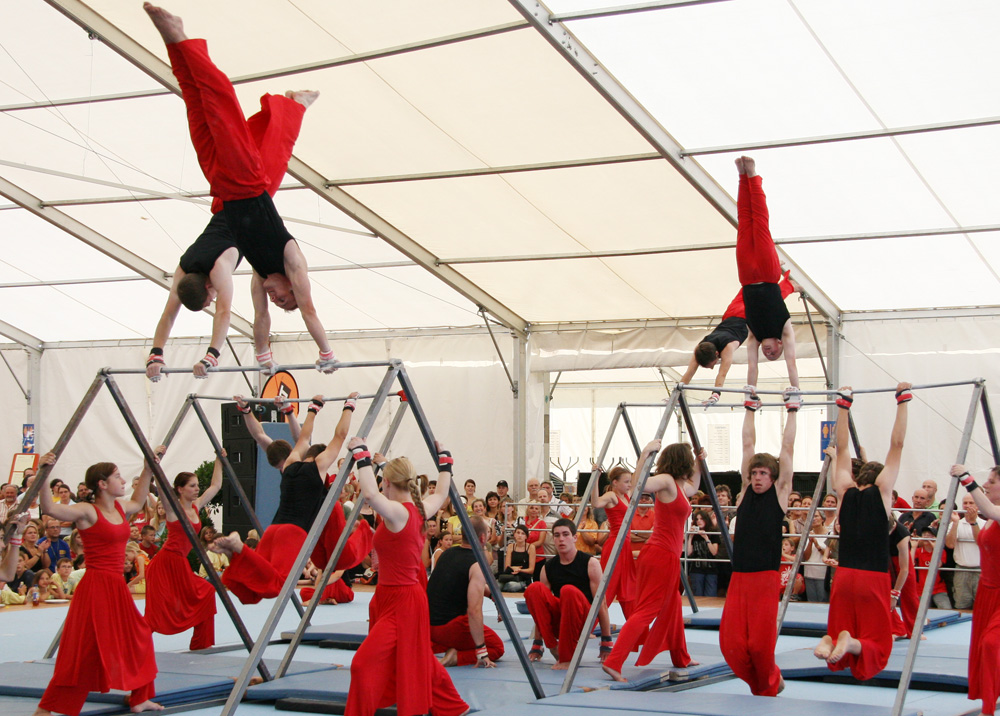
Gymnaestrada2007 Wolfurt

El Centro de Exposiciones de Dornbirn y el Estadio Birkenwiese en el distrito de Schoren sirvieron como eje central y puntos de reunión de la Gimnaestrada Mundial 2007. Las continuas actuaciones diarias de los grupos tuvieron lugar en las ocho salas de la Exposición Comercial. Como punto culminante del evento, se organizaron 16 veladas nacionales con variados espectáculos de gimnasia, así como tres galas de la FIG con las primeras clases seleccionadas. Las actuaciones de los grandes grupos tuvieron lugar en el Estadio Reichshofstadion de Lustenau. Se programaron unas 350 actuaciones en las ocho comunidades de Höchst, Hard, Bregenz, Wolfurt, Dornbirn, Hohenems, Rankweil y Feldkirch. Estas fueron realizadas en escenarios al aire libre y duraron de tres a cinco horas por actuación. La ceremonia de apertura y el evento final tuvieron lugar en el Estadio Birkenwiese. Con este fin, el estadio se amplió a una capacidad de 30.000 visitantes mediante gradas móviles.

### Villa de las Naciones
Durante la Gymnaestrada, Dornbirn fue el centro de la acción. Además, los representantes de numerosos estados federales se alojaron en varios municipios de Vorarlberg. Así, las 53 naciones estaban repartidas en un total de 23 villas de las naciones, en los que hasta 4000 voluntarios se ocupaban de ellas. Se planificaron festivales culturales en las comunidades anfitrionas para que los huéspedes comprendieran sus propias costumbres y tradiciones y para darles la oportunidad de presentarse a sí mismos y a su país más de cerca. Los atletas y sus acompañantes fueron alojados en hoteles, escuelas y otras instalaciones públicas.
Comunidades o villas de las naciones en Vorarlberg: Lochau, Bregenz, Kennelbach, Hard, Fußach, Höchst, Gaißau, Lauterach, Wolfurt, Schwarzach - Bildstein, Alberschwende, Egg, Andelsbuch, Lustenau, Hohenems, Altach, Mäder, Götzis, Weiler, Klaus, Sulz - Röthis, Rankweil, Feldkirch, Schlins.

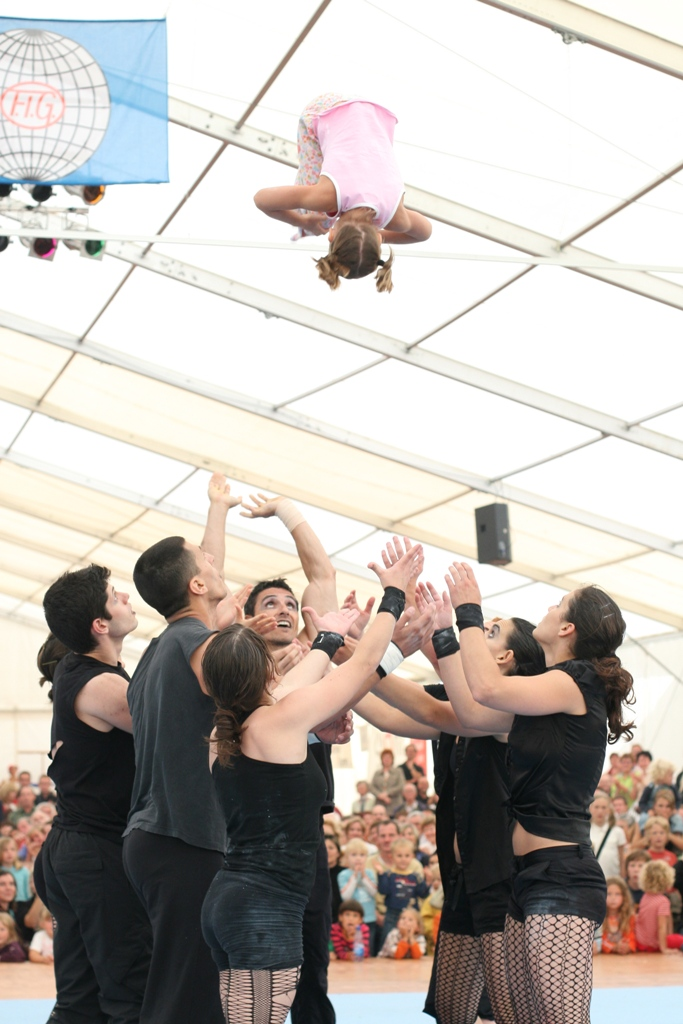
Gymnaestrada2007

## Eventos
- Espectáculos de sala durante cinco días en el Centro de Exposiciones de Dornbirn (cada uno de los 296 grupos con 10 a 30 participantes compitieron tres veces en días diferentes)
- Espectáculos de grandes grupos (con hasta 1180 miembros) durante dos días en el Lustenau Reichshofstadion
- Noches nacionales y la gala de la Federación Internacional de Gimnasia FIG en forma de eventos nocturnos (19 presentaciones lúdicas).
- Espectáculos de la ciudad en escenarios al aire libre fuera del recinto principal durante cinco días (248 grupos con 488 actuaciones en ocho escenarios en Höchst, Hard, Bregenz, Wolfurt, Dornbirn,  Hohenems, Rankweil y Feldkirch)
- Foro de instructores con cursos tipo taller con teoría y práctica (un total de 51 cursos de 41 instructores)
- Evento de apertura con 1900 gimnastas de la zona del Lago de Constanza sobre el tema "Los cuatro elementos"
- Evento de cierre sobre el tema "Los cinco continentes. Come together. Be one." con grupos numerosos provenientes de los cinco continentes.[1]

## Organización
Los organizadores informaron de un total de 175.000 pernoctaciones de los participantes en la Gymnaestrada: el 25 por ciento en hoteles, el 75 por ciento en escuelas. 7.000 personas fueron llevadas o recogidas en los aeropuertos de Zürich, Friedrichshafen y Múnich. La Gymnaestrada Mundial 2007 fue un proyecto de escaparate regional para promover el respeto por el medio ambiente en los eventos. Hubo más de 60 patrocinadores para el evento, seis de los cuales fueron los principales patrocinadores oficiales.

## Metas
La Gimnaestrada Mundial tiene como objetivo dar a conocer el valor y la versatilidad de la gimnasia general en todo el mundo y despertar el interés de la gente por el ejercicio y las actividades deportivas. La gimnasia general reúne a gimnastas de diferentes culturas para contribuir a un mejor entendimiento entre los pueblos. Además, tiene como objetivo promover la salud, el bienestar físico y la solidaridad mundial.